# Józefa Łukomska
Józefa Łukomska z Ostaszewskich (ur. 1785, zm. po 1827) – jedna z ostatnich przedstawicielek kniaziowskiego rodu Łukomskich w Polsce, żona kniazia Wincentego Łukomskiego, właściciela dóbr Pleszki w ziemi witebskiej.
Urodziła się w szlacheckiej rodzinie Ostaszewskich herbu Ostoja jako córka Adama Macieja Ostaszewskiego i Marianny z Grabowskich, właścicieli dóbr ziemskich Ostaszewo-Pańki w ziemi ciechanowskiej.  
Około 1805 roku poślubiła Wincentego Łukomskiego (ur. 1789), syna kniazia Józefata Łukomskiego, podstolego witebskiego i Wiktorii z domu Łask. Miała z nim dwie córki: Teklę i Balbinę oraz syna Teodora.
W latach dwudziestych XIX wieku mieszkała wraz z mężem w majątku Pleszki w guberni witebskiej. 
Jest wzmiankowana w akcie chrztu córki, Tekli, którego udzielił w Warszawie prymas Wojciech Skarszewski. Oprócz prymasa w ceremonii wzięli udział generał Ludwik Michał Pac, hr. Ludwik Plater z żoną Marią z hr. Brzostowskich Platerową, Izabella hrabianka Brzostowska, Bogumiła z Ostaszewskich Dąbska  i Adam Maciej Ostaszewski.
Przeżyła męża, który zmarł, zapewne w guberni witebskiej, między 1827 i 1832. Zmarła po 1831 roku.